# گائتانو بلونی
گائتانو بلونی (۲۶ اوت ۱۸۹۲–۹ ژانویهٔ ۱۹۸۰) رکابزن حرفه‌ای ایتالیایی بود که در رشتهٔ دوچرخه‌سواری جاده فعالیت می‌کرد. او در سال ۱۹۲۰ برندهٔ جیرو دیتالیا شد. همچنین دو پیروزی در تور میلان–سانرمو و سه پیروزی در تور لمباردی به دست آورد.

## فعالیت حرفه‌ای
بلونی در پیتزیگتونه در نزدیکی کرمونا زاده شد و نخستین حضور خود در دنیای دوچرخه‌سواری را در پی برادر بزرگتر خود آملتو به ثبت رساند. او در سال ۱۹۱۴ در مسابقهٔ آماتور تور لمباردی و کوپا دل ره و نیز مسابقات قهرمانی ایتالیا به پیروزی رسید.
در سال ۱۹۱۵ بلونی که فراخوانی به جبهه را رد کرده‌بود، به صورت غیرمنتظره‌ای برندهٔ تور لمباردی شد (که آن را در سال‌های ۱۹۱۸ و ۱۹۲۸ نیز تکرار کرد). همچنین در سال ۱۹۱۷ فاتح تور میلان–سانرمو شد. در سال ۱۹۱۹ بلونی برای نخستین بار در جیرو دیتالیا شرکت کرد و در پایان، با اختلاف بیش از ۵۰ دقیقه نسبت به کستانته جیراردنگو بر سکوی دوم قرار گرفت.
در سال ۱۹۲۰ بلونی بزرگترین موفقیت خود را به دست آورد. در جیروی آن سال، در مرحلهٔ دوم پیروز شد و رهبری مسابقه را به دست گرفت و اختلاف ۵ دقیقه‌ای با نفر دوم آنجلو گرمو ایجاد کرد. در مرحلهٔ سوم نیز به پیروزی دست یافت. در مرحلهٔ پنجم، ۱۴ دقیقه دیرتر از گرمو از خط پایان گذشت و به رتبهٔ دوم سقوط کرد؛ ولی فتح مرحلهٔ هفتم در حالی که ۴۲ دقیقه زودتر از گرمو از خط پایان گذشت، باعث شد که دوباره رهبر مسابقه شود و فاصله‌ای ۳۲ دقیقه‌ای با گرمو ایجاد کند. در پایان مسابقه، بلونی توانست تنها قهرمانی خود در جیرو را کسب کند.
در دههٔ ۱۹۲۰ بلونی با جیراردنگو رقابت می‌کرد و در بیشتر رقابت‌ها شکست می‌خورد؛ به گونه‌ای که به او لقب دوم ابدی داده شده‌بود. در جیروی ۱۹۲۱ بلونی پس از جووانی برونرو دوم شد و سه مرحله را با پیروزی به پایان رساند. در سال ۱۹۲۲ نیز بلونی که در پایان مرحلهٔ سوم رهبر مسابقه شده‌بود، در اعتراض به اخراج نشدن برونرو، به همراه جیراردنگو از ادامهٔ مسابقه انصراف داد. در جیروی ۱۹۲۳ نیز نتوانست مرحلهٔ نخست را به پایان برساند و از مسابقه خارج شد. در سال ۱۹۲۴، بلونی مانند برونرو و جیراردنگو به دلیل اختلاف مالی با تیم خود از حضور در جیرو صرف نظر کرد. در جیروی ۱۹۲۵ بلونی در دو مرحله برنده شد و در پایان، به مقام چهارم دست یافت.
در جیروی ۱۹۲۹ بلونی تا پایان مرحلهٔ سوم رهبر مسابقه بود و رقابت تنگاتنگی با آلفردو بیندا داشت؛ ولی در مرحله‌های چهارم و پنجم، زمان زیادی از دست داد. سپس در یکی از پیچ‌های مرحلهٔ هشتم، بلونی به پسر جوانی که از جلوی گروه می‌گذشت، برخورد کرد و منجر به مرگ او شد. او با پریشانی از دوچرخه فرود آمد و گریست. پس از آن از مسابقه کناره‌گیری کرد و به رم بازگشت.
بلونی جمعاً در ۴۳ مسابقهٔ حرفه‌ای پیروز شد که شامل ۱۲ مرحلهٔ جیرو دیتالیا بود.